# Monika Beňová

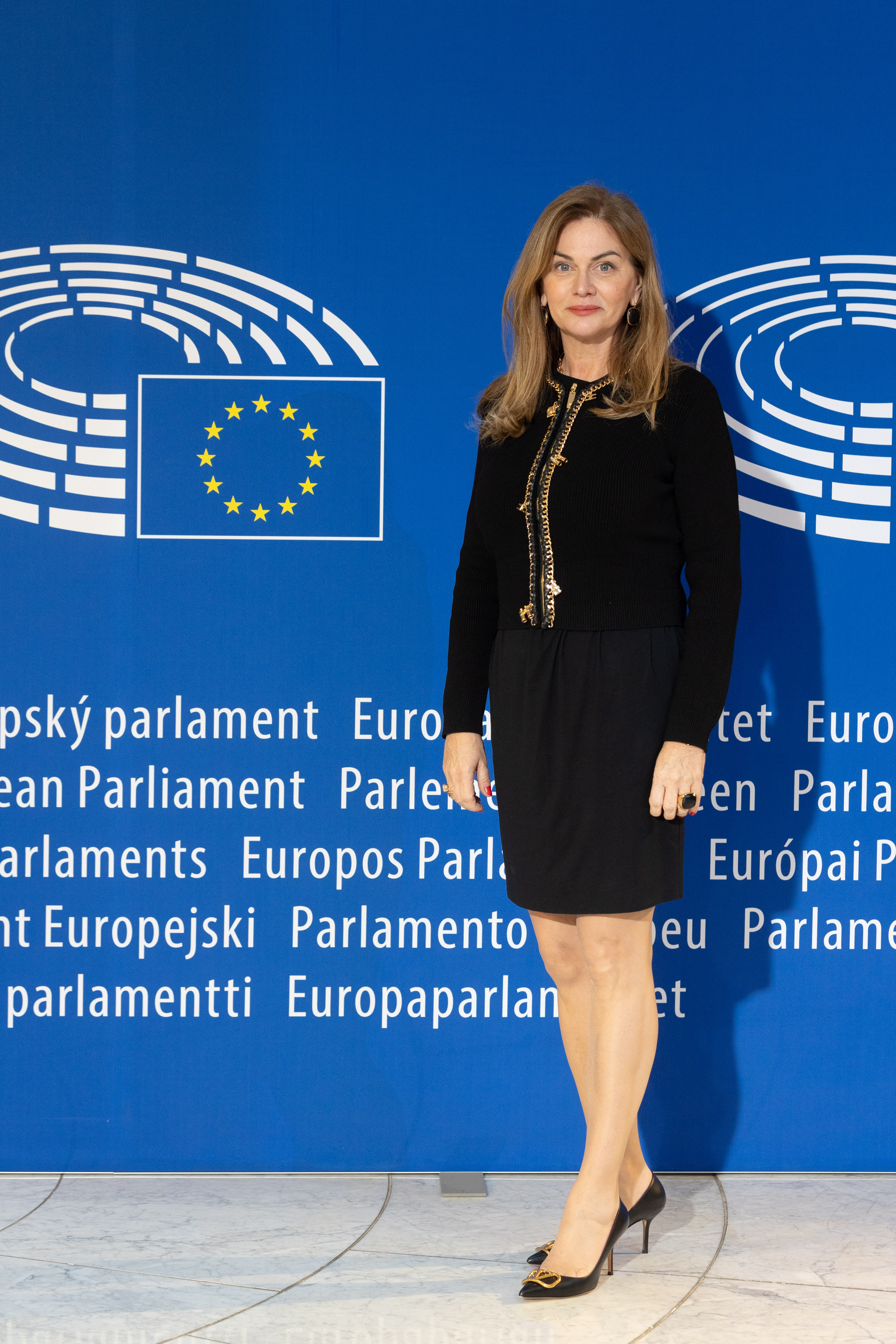
Monika Beňová

Monika Flašíková-Beňová (* 15. August 1968 in Bratislava) ist eine slowakische Politikerin (SMER) und Mitglied des Europäischen Parlaments.

## Leben
Beňová studierte an der politikwissenschaftlichen Fakultät der Universität Banská Bystrica und erwarb den Grad des Bachelors. Sie arbeitete als Assistentin, Direktorin, und Generaldirektorin bei verschiedenen Unternehmen.
Beňová war von 1999 bis 2001 Generalsekretärin der Smer und von 2000 bis 2004 stellvertretende Vorsitzende der Partei. Sie war von 2002 an Mitglied des Nationalrats der Slowakischen Republik und dort Vorsitzende des Ausschusses für europäische Integration. 2003 wurde sie Beobachterin im Europäischen Parlament, ehe sie 2004 vollwertiges Mitglied wurde. Im Oktober 2023 trat sie aus der S&D-Fraktion aus, nachdem die Mitgliedschaft ihrer Partei in der Sozialdemokratischen Partei Europas suspendiert worden war.
Nachdem sie bei der Europawahl 2024 wiedergewählt wurde, ist sie in der 10. Legislaturperiode (2024–2029) Mitglied im Ausschuss für Umweltfragen, öffentliche Gesundheit und Lebensmittelsicherheit und im Unterausschuss für öffentliche Gesundheit sowie stellvertretendes Mitglied im Ausschuss für Industrie, Forschung und Energie.